# Medicago brachycarpa
Medicago brachycarpa es una especie fanerógama del genus Medicago. Se la halla en el Oriente Medio. Forma una relación simbiótica con la bacteria Sinorhizobium meliloti, el cual es capaz de fijación de nitrógeno.